# 2791 Paradise
A 2791 Paradise (ideiglenes jelöléssel 1977 CA) a Naprendszer kisbolygóövében található aszteroida. Schelte J. Bus fedezte fel 1977. február 13-án.